# バルトロメオ・ビアソレットー

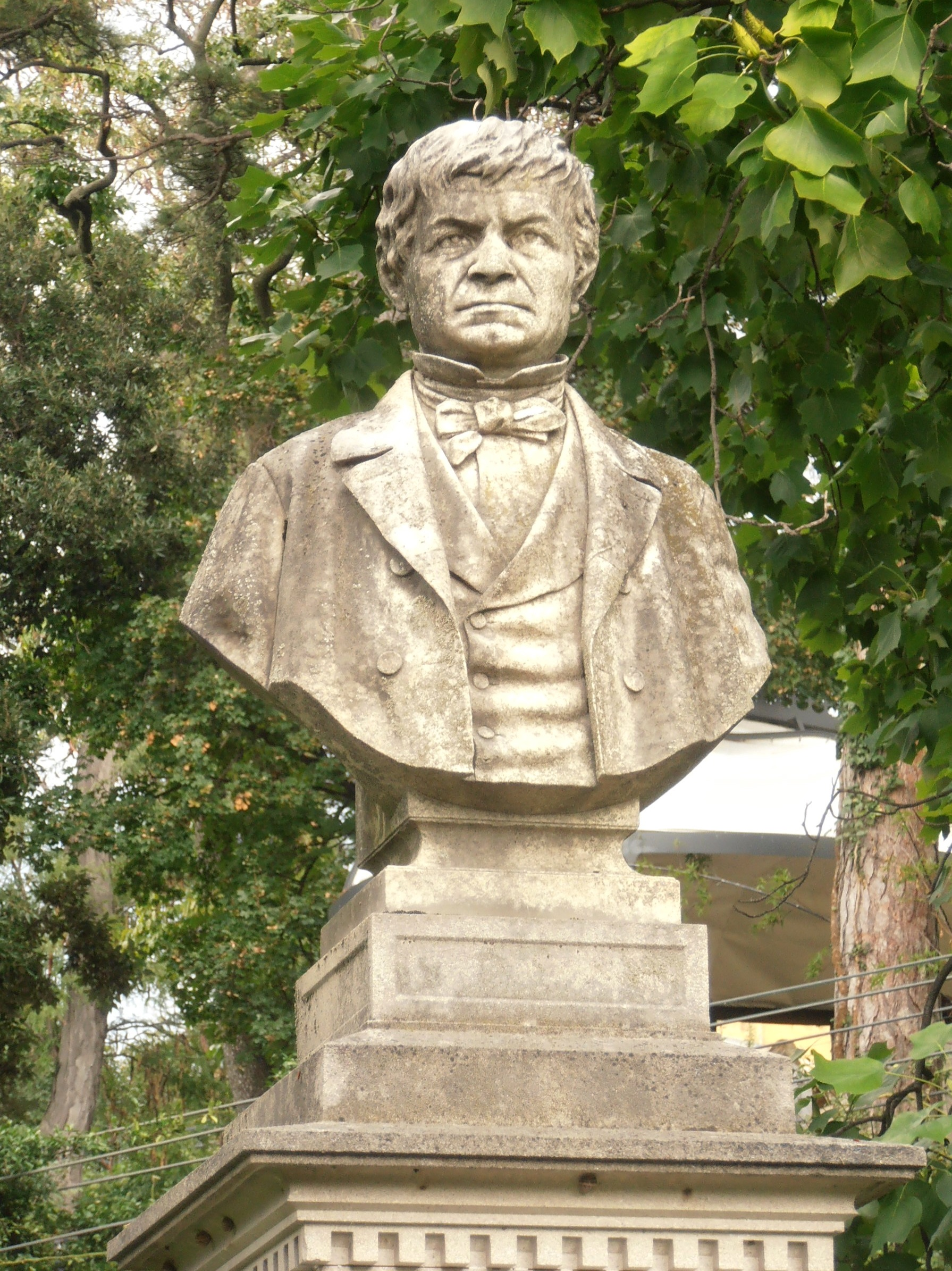
トリエステ市民植物園のビアソレットーの像

バルトロメオ・ビアソレットー（Bartolomeo Biasoletto、1793年4月24日 - 1859年1月17日）は、イタリアの薬剤師、植物学者である。

## 略歴
現在のクロアチア（当時はオーストリア＝ハンガリー帝国）のボドニャンで生まれた。リエカやトリエステの薬局で働いた後、ウィーン大学で薬学を学び、1814年に卒業した。ヴェルスで1年間、薬剤師として働く間に植物学に興味を持ち、植物標本を作り始めた。1817年に、トリエステに戻り、自らの薬局を開いた。アドリア海沿岸やオーストリア各地の植物を調査していたドイツの植物学者、ダーフィット・ハインリヒ・ホッペと知り合い、協力して、新種植物の発見や科学論文を執筆し、植物学者としての評価を得た。1823年にパドヴァ大学から学位を取得した。
その後も各国の植物学者とイストリアなどの植物調査を行った。1833年に、ムツィオ・トマシーニとアドリア海沿岸地域（ヴェネツィア・ジュリア地域）の調査を行った.。1838年に博物学愛好家のザクセン王、フリードリヒ・アウグスト2世が指揮したイストリア、ダルマチア、モンテネグロの植物調査にトマシーニと参加し、1841年に報告書、"Viaggio di S.M. Federico Augusto re di Sassonia per l’Istria, Dalmazia e Montenegro"を執筆した。1828年にトリエステに植物標本館をつくり1831年まで館長を務めた。トリエステ市民植物園（Civico Orto Botanico di Trieste）の創立者とされる。
フィレンチェの農業愛好家アカデミー（Accademia dei Georgofili）の会員であり、ウィーンやプラハで行われた科学者の会議に参加した。
セリ科の植物の属名Biasolettiaに貢献名された。

## 著作
- Di alcune alghe microscopiche, Weis, Trieste 1832.
- Streifzug von Triest nach Istrien im Fruhlinge 1833, mit besonderer Rucksicht auf Botanik, ムツィオ・トマシーニらと共著, s.l. 1833.
- Viaggio di S.M. Federico Augusto re di Sassonia per l’Istria, Dalmazia e Montenegro, Weis, Trieste 1841,
- Escursioni botaniche sullo Schneeberg (Monte Nevoso) nella Carniola, Tip. Papsch & C., Trieste 1846.
- Cenni sull'economia rurale, Weis, Trieste 1849.